# Oko (past)
Oko (pytlácké oko) je jednoduchá past tvořená vhodně umístěnou zdrhovací smyčkou. 

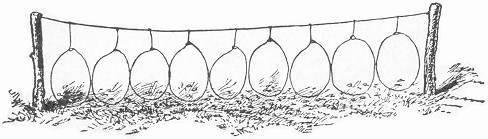
chytací oka

Past je do značné míry samočinná a nevyžaduje přítomnost lovce. Někdy se používá v kombinaci s napruženým kmínkem, který kořist sevře nebo zvedne ze země a uškrtí, případně v kombinaci s vhodnou návnadou. Vyžaduje dobrou znalost zvyklostí kořisti: obvyklé stezky, způsob pohybu, obvyklou výšku hlavy nad terénem atd. Z toho důvodu jsou známy nejrůznější varianty nastražení. Přírodní národy používají k jeho výrobě kožené řemínky, provazy z rostlinných vláken, koňské žíně atp. S rozšířením drátu a později plastových strun přešli lovci k použití těchto materiálů. Kořistí bývají nejčastěji ptáci nebo savci. V ČR je tradiční pastí pytláků. Použití této pasti je nelegální, neboť je v rozporu se zákonem o myslivosti, zákonem na ochranu zvířat i s mysliveckou etikou, a v našich podmínkách se netoleruje. Používání ok může být v některých regionech (například jihovýchodní Asie) velkým problémem a dokáže doslova zdecimovat místní zvířecí populaci.